# Gruzínská kuchyně
Gruzínská kuchyně (gruzínsky: ქართული სამზარეულო) vychází z kavkazských tradic, byla ale ovlivněna i perskou a ruskou kuchyní. Každý gruzínský region má svoje speciality. Gruzínská kuchyně je známá především pro to, že hojně používá vlašské ořechy.

## Příklady gruzínských pokrmů

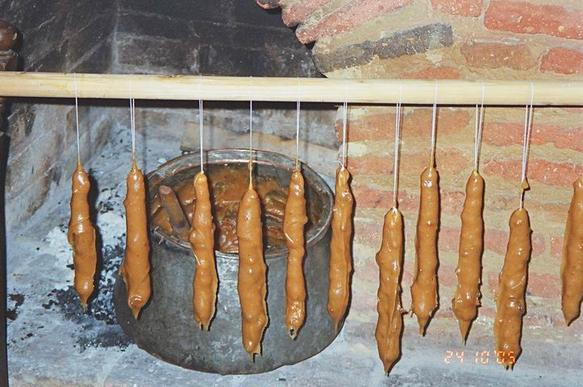
Čurčchela

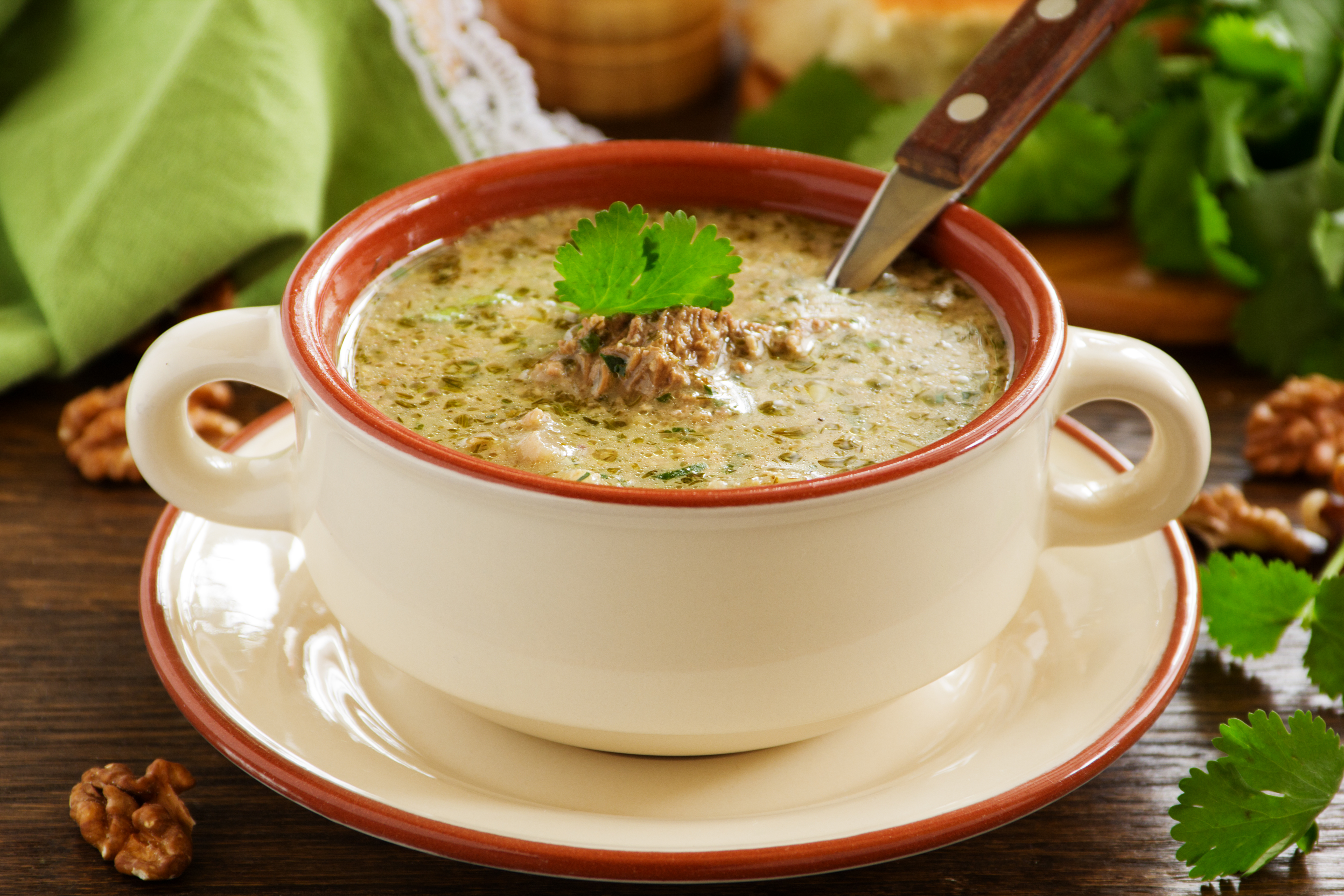
Charčo

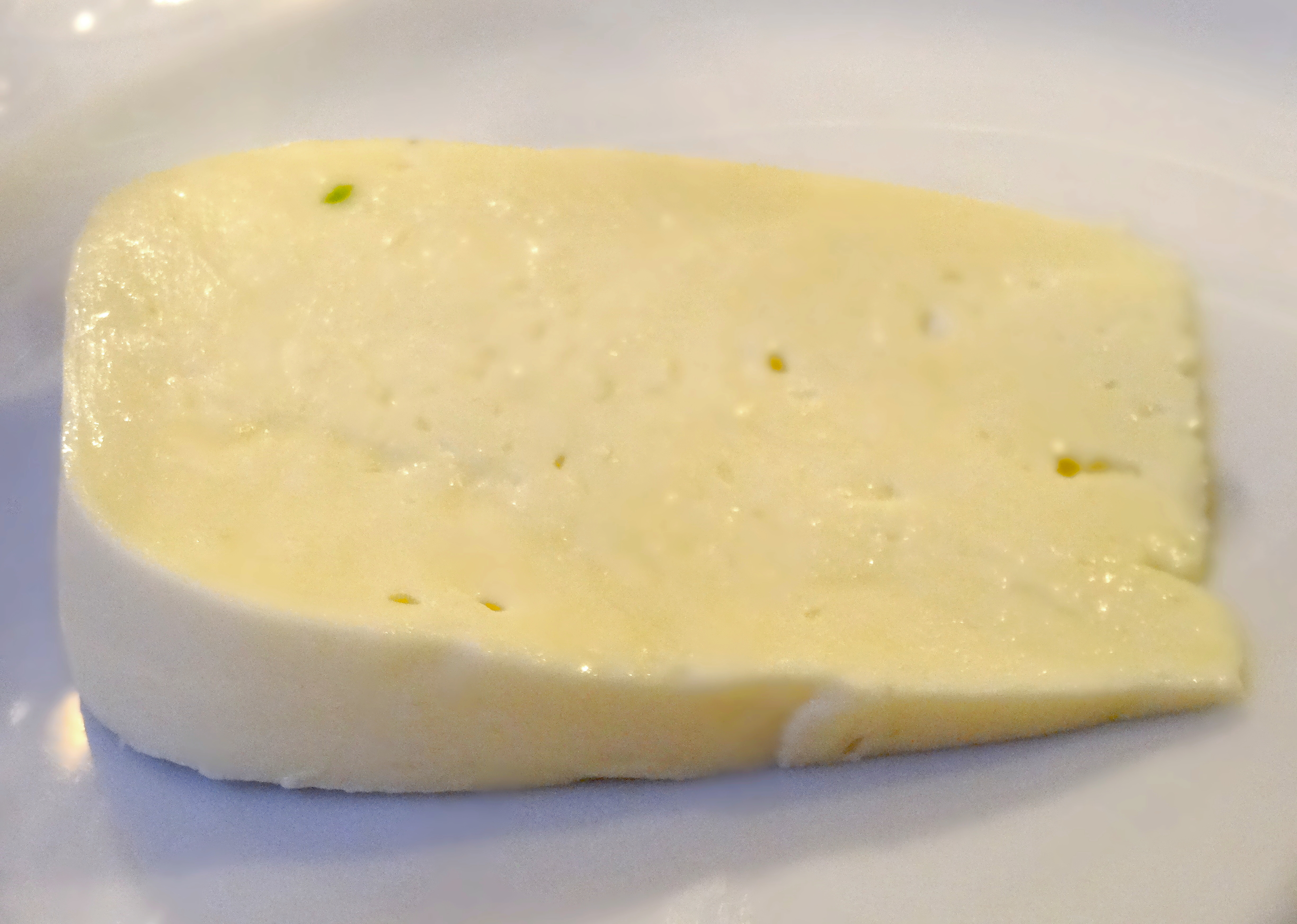
Sulguni

Příklady gruzínských pokrmů:

### Polévky
- Chaš, masová polévka
- Charčo, polévka z masa, rýže, rajčat a pasty tkemali

### Další jídla
- Chačapuri, miska nebo kapsa z těsta plněná náplní (např. sýrem, vejci, fazolemi)
- Čurčchela, ořechy na provázku namočené ve směsi vinné šťávy a mouky
- Lobio, pokrm z fazolí s vlašskými ořechy
- Pkhali, kuličky ze zeleniny a vlašských ořechů
- Chaš, masová polévka
- Khinkali, plněné knedlíčky
- Šašlik
- Charčo, polévka z masa, rýže, rajčat a pasty tkemali
- Adžika, kořenící směs nebo omáčka

## Gruzínské sýry
V Gruzii se vyrábí přes 250 druhů sýra. Mezi nejznámější patří:
- Sulguni, rychle zrající sýr nakládaný do slaného láku
- Tenili, tradiční sýr niťovité struktury
- Guda, horský sýr

## Gruzínské nápoje
V Gruzii je rozšířeno vinařství. Mezi populární nealkoholické nápoje patří Tarchun.
Mezi známé gruzínské nápoje patří také gruzínské koňaky alias "gruziňáky". Mezi oblíbené gruzínské značky patří značka Davida Sarajishviliho - Sarajishvili. Tradiční gruzínská značka vyrábí svůj koňak (brandy) dle tradiční francouzské technologie a používá suroviny zásadně z Gruzie.